# カート・キャンベル
カート・キャンベル（Kurt M. Campbell、1957年8月27日 - ）は、アメリカ合衆国の外交官、元アメリカ合衆国国務副長官。

## 経歴
カリフォルニア大学サンディエゴ校で学士号を取得。続いてアルメニアSSRのエレバン国立大学で音楽と政治哲学の修了証書を取得。その後、オックスフォード大学ブレーズノーズ・カレッジで国際関係論の博士号を取得。オックスフォード大学ではマーシャル奨学生であった。
キャンベルはアメリカ海軍士官となり、統合参謀本部および海軍作戦部長特別諜報部隊で活動を行った。キャンベルはハーバード大学で准教授としても勤務し、ケネディ・スクールにおいて公共政策学および国際関係論を担当。またハーバード大学のベルファー・センターで副所長を務めた。
クリントン政権ではアジア・太平洋担当国防副次官補、国家安全保障会議事務局長、北米自由貿易協定大統領特別顧問代理、財務省ホワイトハウス特別研究員を歴任した。その貢献により、キャンベルは国防総省から公共サービス殊勲章および優秀公共サービス章を受章した。
キャンベルはアスペン戦略グループの理事、および学術誌ワシントン・クォータリーの編集委員長を務めた。また戦略国際問題研究所において国際安全保障プログラム部長、および上級副所長を兼任した。
2007年1月、キャンベルは国家安全保障問題を専門とするシンクタンク「新アメリカ安全保障センター」を設立し、最高経営責任者に就任した。また同時期、キャンベルはアジア地域での企業戦略について助言を行うストラットアジア社も設立し、社長を務めた。
2009年6月26日、カート・キャンベルは東アジア・太平洋担当国務次官補に就任した。
2010年2月3日、韓国の金星煥外交通商相と会談。日本の政治について意見交換し、前年まで政権の座にあった自由民主党と現在の民主党は全然違うという内容に触れた。民主党と米韓との間の連携を強化していく方針を確認し、首相の頭ごなしに、当時の鳩山政権における菅直人財務大臣・岡田克也外相との接触を図ることの重要性を金星煥と共有したことが取り沙汰され、この異例の外交方針がさまざまな憶測を呼んだ。
2013年2月に国務次官補を退任。2019年6月LIXILグループ取締役。
2021年1月、ジョー・バイデン内閣発足に伴い、国家安全保障会議インド太平洋調整官兼大統領副補佐官（国家安全保障担当）に就任。2023年11月1日には国務副長官に指名すると発表された。2024年2月6日の上院本会議で人事が賛成多数で承認され、12日に国務副長官に就任した。

## 家族
妻はオバマ政権で国際担当財務次官を務めたラエル・ブレイナード。キャンベルはラエル・ブレイナードとの間に子供を3人もうけた。

## 書籍
- Kurt M. Campbell; Michèle A. Flournoy（英語版）, Principal Authors, Center for Strategic and International Studies (2001). To Prevail: An American Strategy for the Campaign against Terrorism. Washington, D.C.: CSIS Press. ISBN 978-0892064076
- Kurt M. Campbell, Robert J. Einhorn（英語版）, Mitchell B. Reiss（英語版）, ed (2004). The Nuclear Tipping Point. Washington, D.C.: Brookings. ISBN 978-0815713319
- Kurt M. Campbell; Michael E. O'Hanlon（英語版） (2006). Hard Power: The New Politics of National Security. Washington, D.C.: Basic Books. ISBN 978-0465051663
- Kurt M. Campbell, ed (2008). Climatic Cataclysm: The Foreign Policy and National Security Implications of Climate Change. Washington, D.C.: Brookings. ISBN 978-0815713326
- Kurt M. Campbell; James B. Steinberg (2008). Difficult Transitions: Foreign Policy Troubles at the Outset of Presidential Power. Washington, D.C.: Brookings. ISBN 978-0815713401